# Здание Чикагского храма
Здание Чикагского храма или Чикагский храм, Чикаго Темпл (англ. Chicago Temple Building, Chicago Temple) — наименование одного из небоскрёбов в Чикаго, США. Высота небоскрёба составляет 173,3 метра. Небоскрёб имеет 23 этажа. Находится на W. Washington St., 77. Небоскрёб не используется целиком в религиозных целях, поэтому он не входит в список самых высоких храмов. До 1930 года, когда была построена Чикагская торговая палата, Чикагский храм был самым высоким небоскрёбом в Чикаго.
Строительство небоскрёба началось в 1922 году и закончилось в 1924 году. Здание возводилось строительной фирмой «Holabird & Root» на средства чикагской Методистской епископальной конгрегации, которая была основана в Чикаго в 1831 году. Во время начала строительства небоскрёб согласно архитектурному плану назывался «Городским храмом». К окончанию строительства он стал называться современным наименованием.
В настоящее время на уровне первого этажа небоскрёба находится храм Первой объединённой методистской церкви с вместимостью около 1000 человек. На втором этаже располагаются Часовня Диксона и администрация церковной организации. На третьем и четвёртом этажах располагаются помещения для воскресной школы, конференц-зал и комнаты для церковного хора. Последующие уровни с 5 до 23 этажа сдаются в аренду для различных коммерческих организаций и адвокатских контор.
На высоте 120 метров над уровнем моря располагается так называемая «Небесная часовня» (Sky Chapel), которая была построена в 1952 году на средства семьи Walgreen. Окна часовни украшены 16 витражами. В верхней части часовни был сооружён шпиль в готическом стиле, вершина которого располагается на высоте 173,3 метров.
Между Чикагским храмом и административным зданием находится скульптура Мисс Чикаго авторства Жоана Миро.